# Лочинвар (национальный парк)
Национальный парк «Лочинвар» (англ. Lochinvar National Park) — национальный парк в Замбии, расположен к юго-западу от Лусаки, на южном берегу реки Кафуэ.
Лохинвар — название озера в Галлоуэй, Шотландия.

## История
Бывшее ранчо, парк был создан в 1972 году.
Старый фермерский дом в колониальном стиле служит в качестве домика для парка.

## География
Среда обитания, которую защищает национальный парк, представляет собой большую часть южной поймы Кафуэ-Флэтс, включая лагуну Чунга и более сухие леса, в которых преобладают термитники.
Лочинвар также является домом для горячих источников, гулких скал, остатков неолитического поселения и деревни железного века на холме Себанзи, также известной своими пещерами, древними баобабами и дикой природой.
Северная граница парка обозначена рекой Кафуэ. На юге находятся лесистые холмы. Общая площадь парка составляет 428 квадратных километров.
Парк очень похож на национальный парк Блу-Лагун по другую сторону Кафуэ на северных равнинах.

## Животный мир
Парк известен своими личи Кафуэ и птицами, которых зарегистрировано более 400 видов. Другие антилопы, встречающиеся здесь, — это голубые гну, куду и ориби. Антилопы и птицы процветают в отсутствие более крупных хищников, которых истребили скотоводы в этом районе. Южная часть парка, которая представляет собой участок леса, где преобладают деревья Acacia albida и Combretum, защищена от наводнений, которые случаются в других частях парка. Эта более сухая область является домом для таких видов, как бушбок, куду, бабуин, кустарниковая свинья и верветка. Болота являются домом для большого количества водоплавающих птиц, включая перелетные виды.